# Bulgariska rockarkiv
Bulgariska rockarkiv (eller Български рок архиви) är den första online-encyklopedi dedikerade till rockmusik i Bulgarien. Lanserades online den 2 augusti 2013, och omfattar mer än 350 band och artister från mitten av 1960-talet. Artiklarna är uppdelade i alfabetisk ordning, år av skapande, stil, plats. Grupprofilerna innehåller en kort biografi, diskografi, komposition, länkar till videor och länkar till officiella webbplatser och profiler.
Från och med 4 juni 2015 använder webbplatsen en ny version, med exempel från Encyclopedia Metallum, med bättre funktioner och design. På den tiden omfattar det cirka 900 band och artister.